# 松村勝美
松村 勝美（まつむら かつみ、現姓：千葉、1944年3月8日 - ）は、日本の元女子バレーボール選手。金メダリスト。

## 来歴
大阪府八尾市出身。校内バレーボール大会で優勝したのが教師の目に留まり、中学2年からバレーボールを始める。3年次には激戦区大阪の府内大会で3位を経験する。この時に会場に来ていた小島孝治四天王寺高校監督（当時）に誘われて四天王寺高校に入学する。
四天王寺高校在学中は国体やインターハイで全国優勝4回に貢献した。1962年に日紡貝塚に入社。1964年東京オリンピックでは金メダル、1972年ミュンヘンオリンピックでは主将として銀メダルを獲得した。この時に発した「金メダルだけが欲しかった。銀メダルはいらない」は同オリンピックを象徴する言葉となった。
1972年国体を最後に現役を引退した。
1973年に警視庁警察官で剣道家の千葉仁と結婚。現在はジュニア向けバレーボール教室の講師を務めることもある。
東京とミュンヘンの2回のオリンピックに出場した唯一の日本女子バレーボール選手である。東京オリンピックの選手村で散歩中に円谷幸吉（陸上競技選手）と知り合い、円谷が急逝するまで文通をするなど親交があった。

## 球歴
- 全日本代表としての主な国際大会出場歴
  - オリンピック - 1964年、1972年
  - 世界選手権 - 1962年、1967年、1970年

## 受賞歴
- 1967年 - 第1回日本リーグ レシーブ賞
- 1969年 - 第2回日本リーグ 敢闘賞、レシーブ賞
- 1970年 - 第3回日本リーグ 最高殊勲選手賞、ベスト6
- 1971年 - 第4回日本リーグ レシーブ賞、ベスト6
- 1972年 - 第5回日本リーグ 最高殊勲選手賞、レシーブ賞、サーブ賞、ベスト6

## 所属チーム
- 市立龍華中
- 四天王寺高校
- ニチボー貝塚/ユニチカ貝塚（1962-1972年）